# 佩尼佩縣
佩尼佩縣（西班牙語：Cantón Penipe），是厄瓜多爾的縣份，位於該國中部，由欽博拉索省負責管轄，距離里奧班巴有22公里，總面積370平方公里，2001年普查人口總數為6,485人，人口密度每平方公里17.53人。